# Lac Airag
Le lac Airag ou Airag Nuur est un lac situé au sud du lac Khyargas dans la province de Uvs dans l'ouest de la Mongolie. Il est situé dans le biome de la steppe désertique du bassin des Grands Lacs.